# Тележечный конвейер
Тележечный грузонесущий конвейер состоит из замкнутого контура тяговой цепи с постоянно прикрепленными к ней тележками (или платформами), которые движутся по направляющим путям. На тележках располагаются транспортируемые грузы-изделия.
Тележки и направляющие пути являются составными частями конвейера – это является принципиальным отличием грузонесущих тележечных конвейеров от напольных грузоведущих конвейеров.
Тележечные грузонесущие конвейеры используются для пооперационного перемещения тяжелых и габаритных штучных грузов при поточном технологическом процессе, а также на сборочных линиях; в литейном производстве для перемещения литейных форм в процессе сборки, заливки, охлаждения, выбивки, возврата пустых опок и др.

## Классификация
- вертикально-замкнутые
- горизонтально-замкнутые.

## Источник
- Конвейер — статья из Большой советской энциклопедии.
- [dic.academic.ru/dic.nsf/polytechnic/9164/%D0%A2%D0%95%D0%9B%D0%95%D0%96%D0%95%D0%A7%D0%9D%D0%AB%D0%99 ТЕЛЕЖЕЧНЫЙ КОНВЕЙЕР Большой энциклопедический политехнический словарь]
- [metallurgy_dictionary.academic.ru/3375/%D0%A2%D0%95%D0%9B%D0%95%D0%96%D0%95%D0%A7%D0%9D%D0%AB%D0%99_%D0%9A%D0%9E%D0%9D%D0%92%D0%95%D0%99%D0%95%D0%A0 ТЕЛЕЖЕЧНЫЙ КОНВЕЙЕР Металлургический словарь]
- Горячих В. Д., Кольга А. Д. УНИВЕРСАЛЬНЫЙ ТЕЛЕЖЕЧНЫЙ КОНВЕЙЕР, КАК ПЕРСПЕКТИВА РАЗВИТИЯ СОВРЕМЕННЫХ ТРАНСПОРТИРУЮЩИХ МАШИН